# 皖系

五色旗

皖系是北洋军阀的派系之一，主要人物是段祺瑞、徐樹錚、卢永祥、吳光新、曾宗鑒、倪嗣冲、靳雲鵬、段芝贵、傅良佐等。皖系领袖段祺瑞原籍安徽（皖），皖系故以此得名。段祺瑞一度曾任国务总理兼陆军总长，控制中央政府。皖系一直受到大日本帝國势力的支持。1920年直皖战争爆发，皖系被直系军隊击败，北京中央政府遂被直系控制。